# 배지훈 (축구 선수)
배지훈(1995년 5월 30일 ~ )는 대한민국의 축구 선수이며, 포지션은 풀백과 윙어를 소화한다. 현재 대한민국 파주시민축구단에서 활약하고 있다.

## 선수 경력

### 유소년 시절
홍익대학교에서 축구부로 활약하였다. 2016년 홍익대 재학 중 아주대학교 축구부와의 주말 경기에서 득점을 했는데, 이 장면을 당시 수원 FC 감독 조덕제가 확인하며 프로에 진출하게 되었다.

### 클럽 경력
2016년 12월 14일 K리그 클래식의 수원 FC에 입단하였다. 2017 시즌, 20경기에 출전하였다. 2018년 5월 14일 열린 안산 그리너스와의 경기에서 프로 데뷔골을 기록했다.
2019시즌을 앞두고 천안시청에 입단했다.